# Episodi di Un caso per due (diciannovesima stagione)
La diciannovesima stagione della serie televisiva tedesca Un caso per due, composta da 9 episodi, è andata in onda in Germania sul canale ZDF a partire dal 5 febbraio 1999.
| nº | Titolo originale        | Titolo italiano            | Prima TV Germania | Prima TV Italia |
| -- | ----------------------- | -------------------------- | ----------------- | --------------- |
| 1  | Von Nagel zu Nagel      | La collezione di Van Gogh  | 5 febbraio 1999   |                 |
| 2  | Kalt erwischt           | Scambio di persona         |                   |                 |
| 3  | Blutige Noten           | Note di sangue             |                   |                 |
| 4  | Schwarzgeld             | Una valigia piena di soldi |                   |                 |
| 5  | Terror aus dem Jenseits | Un salto nel vuoto         |                   |                 |
| 6  | Der zweite Tod          | Doppia morte               |                   |                 |
| 7  | Tod eines Hackers       | Una sporca faccenda        |                   |                 |
| 8  | Kunstfehler             | Errore tecnico             |                   |                 |
| 9  | Abgebrüht               | Una reputazione da salvare |                   |                 |